# لانگ برنچ، شهرستان وایومینگ، ویرجینیای غربی
لانگ برنچ (به انگلیسی: Long Branch) یک منطقهٔ مسکونی در ایالات متحده آمریکا است که در شهرستان وایومینگ، ویرجینیای غربی واقع شده‌است. لانگ برنچ ۳۶۴٫۸۵ متر بالاتر از سطح دریا واقع شده‌است.